# ATP de Doha de 2013
O ATP de Doha de 2013 foi um torneio de tênis masculino disputado em quadras duras na cidade de Doha, no Qatar. Esta foi a 21ª edição do evento e foi realizada no Khalifa International Tennis and Squash Complex.

## Dristribuição de pontos
| Evento  | V   | F   | SF | QF | Segunda rodada | Primeira rodada | Q  | Q3 | Q2 | Q1 |
| Simples | 250 | 150 | 90 | 45 | 20             | 0               | 12 | 6  | 0  | 0  |
| Duplas  | 250 | 150 | 90 | 45 | 0              | —               | —  | —  | —  | —  |

## Chave de simples

### Cabeças de chave
| País | Jogador               | Rank1 | Cabeça |
| ---- | --------------------- | ----- | ------ |
| ESP  | David Ferrer          | 5     | 1      |
| FRA  | Richard Gasquet       | 10    | 2      |
| GER  | Philipp Kohlschreiber | 20    | 3      |
| RUS  | Mikhail Youzhny       | 25    | 4      |
| FRA  | Jérémy Chardy         | 32    | 5      |
| SRB  | Viktor Troicki        | 38    | 6      |
| ESP  | Feliciano López       | 40    | 7      |
| ESP  | Pablo Andújar         | 42    | 8      |

- 1 Rankings como em 24 de dezembro de 2012

### Outros participantes
Os seguintes jogadores receberam convites para a chave de simples:
- Jabor Mohammed Ali Mutawa
- Mohamed Safwat
- Mousa Shanan Zayed

Os seguintes jogadores entraram na chave de simples através do qualificatório:
- Daniel Brands
- Dustin Brown
- Jan Hernych
- Tobias Kamke

### Desistências
Antes do torneio
- Xavier Malisse
- Rafael Nadal[1]

## Chave de duplas

### Cabeças de chave
| País | Jogador           | País | Jogador         | Rank1 | Cabeça |
| ---- | ----------------- | ---- | --------------- | ----- | ------ |
| SWE  | Robert Lindstedt  | SRB  | Nenad Zimonjić  | 28    | 1      |
| AUT  | Julian Knowle     | SVK  | Filip Polášek   | 69    | 2      |
| ITA  | Daniele Bracciali | AUT  | Oliver Marach   | 72    | 3      |
| CZE  | František Čermák  | SVK  | Michal Mertiňák | 72    | 4      |

- 1 Rankings como em 24 de dezembro de 2012

### Outros participantes
As seguintes parcerias receberam convites para a chave de duplas:
- Abdulrahman Harib /  Mousa Shanan Zayed
- Jabor Mohammed Ali Mutawa /  Mohamed Safwat

## Campeões

### Simples
- Richard Gasquet venceu  Nikolay Davydenko, 3–6, 7–6(7–4), 6–3

### Duplas
- Christopher Kas /  Philipp Kohlschreiber venceu  Julian Knowle /  Filip Polášek, 7–5, 6–4